# Orientalitzant

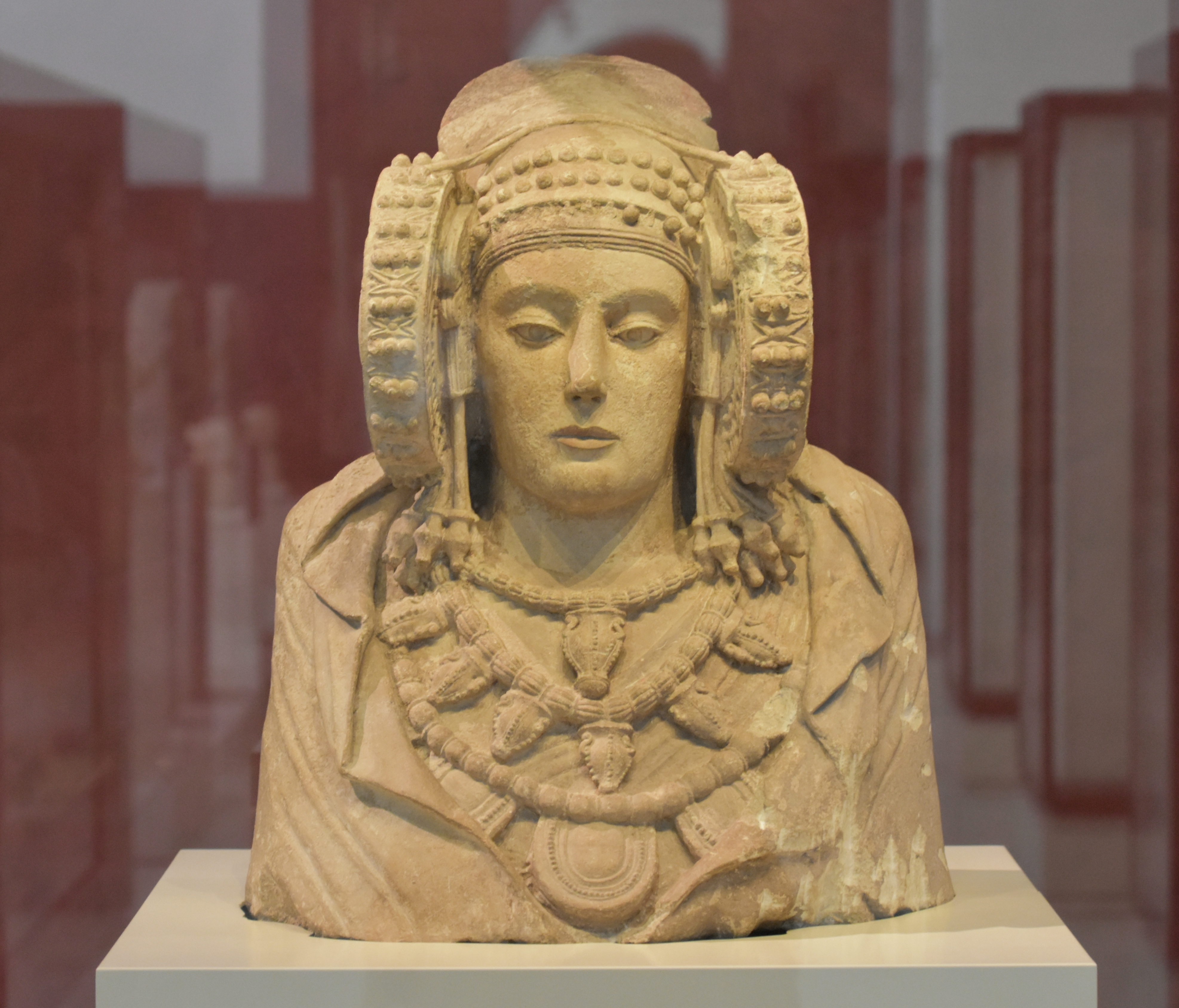
Dama d'Elx

Orientalitzant és el període de la cultura ibèrica (també anomenat període arcaic) que transcórrer durant els segles VIII-VI aC en què els pobles indígenes reben les influències dels primers contactes comercials amb fenicis i grecs.